# Specie di Mimetidae
Di seguito sono descritte tutte le specie della famiglia di ragni Mimetidae note al dicembre 2012.

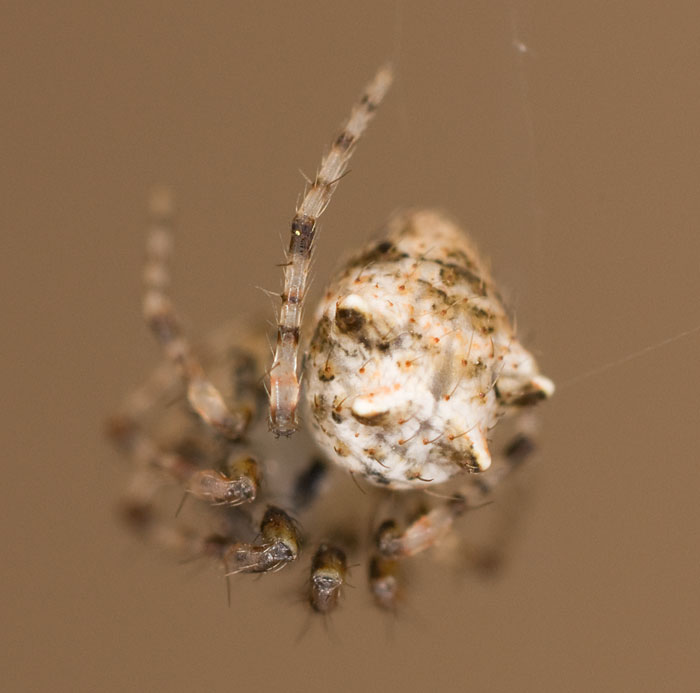
Ero aphana, femmina, opistosoma

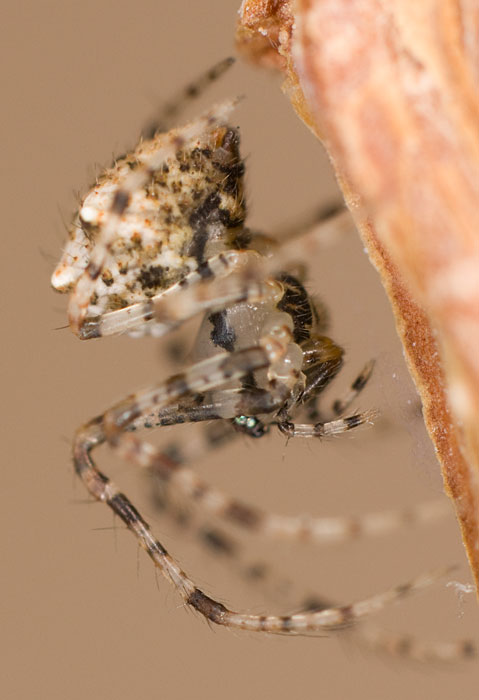
Ero aphana, femmina

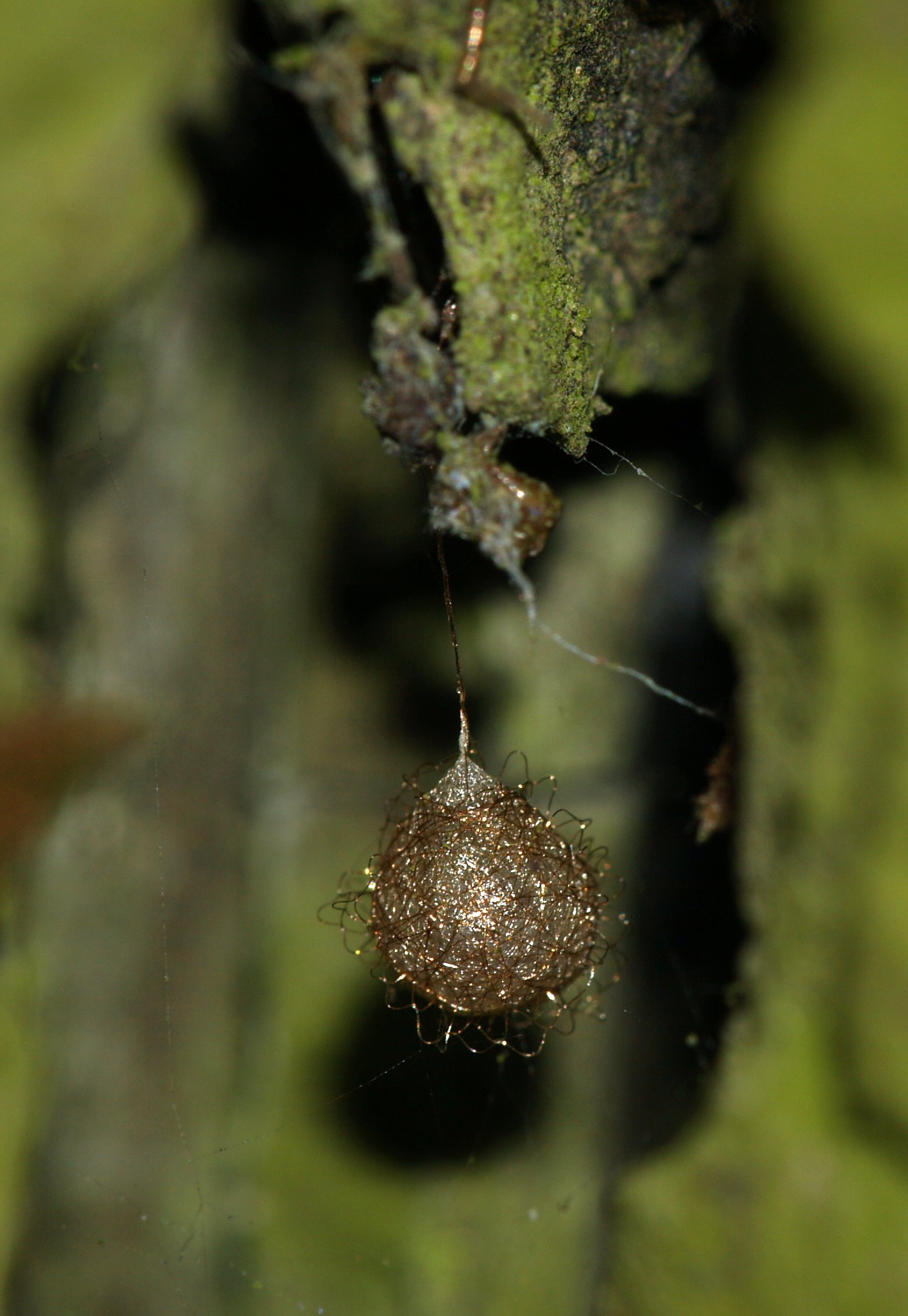
Ero furcata, sacco ovigero

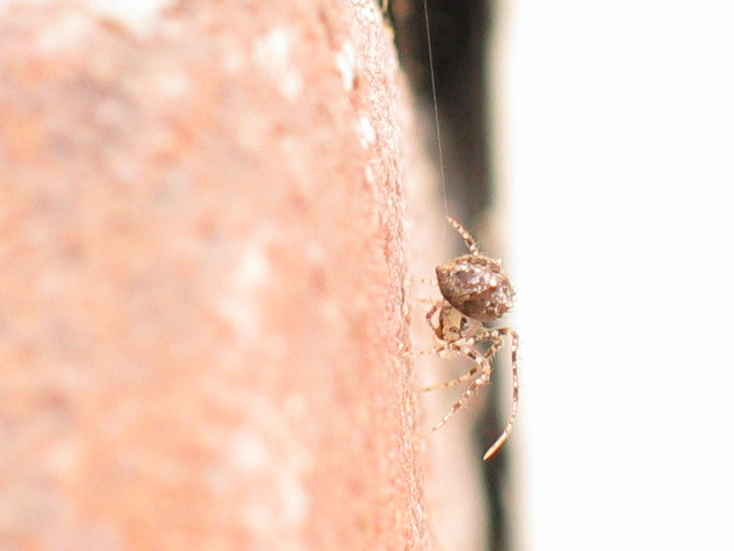
Ero tuberculata

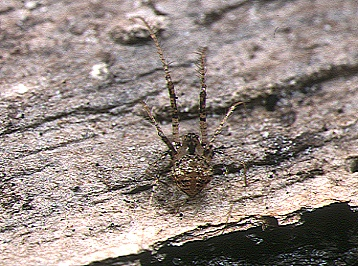
Mimetus ryukyus, femmina

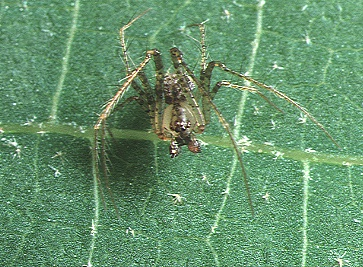
Mimetus ryukyus, maschio

## Arocha
Arocha Simon, 1893
- Arocha erythrophthalma Simon, 1893 — Perù, Brasile
- Arocha rochai Mello-Leitão, 1941 — Brasile

## Arochoides
Arochoides Mello-Leitão, 1935
- Arochoides integrans Mello-Leitão, 1935 — Brasile

## Australomimetus
Australomimetus Heimer, 1986
- Australomimetus annulipes Heimer, 1986 — Lord Howe Islands
- Australomimetus audax (Hickman, 1929) — Australia (Victoria), Tasmania
- Australomimetus aurioculatus (Hickman, 1929) — Australia meridionale
- Australomimetus burnetti Heimer, 1986 — Queensland, Nuovo Galles del Sud
- Australomimetus catulli (Heimer, 1989) — Queensland
- Australomimetus childersiensis Heimer, 1986 — Queensland (Australia)
- Australomimetus daviesianus Heimer, 1986 — Queensland (Australia)
- Australomimetus diabolicus Harms & Harvey, 2009 — Australia occidentale
- Australomimetus djuka Harms & Harvey, 2009 — Australia occidentale
- Australomimetus dunlopi Harms & Harvey, 2009 — Australia occidentale
- Australomimetus hannemanni (Heimer, 1989) — Queensland
- Australomimetus hartleyensis Heimer, 1986 — Queensland (Australia)
- Australomimetus hertelianus Heimer, 1986 — Queensland (Australia)
- Australomimetus hirsutus Heimer, 1986 — Queensland (Australia)
- Australomimetus japonicus (Uyemura, 1938) — Giappone, Corea
- Australomimetus kioloensis Heimer, 1986 — Nuovo Galles del Sud
- Australomimetus maculosus (Rainbow, 1904) — Queensland (Australia), Nuovo Galles del Sud
- Australomimetus mendax Harms & Harvey, 2009 — Tasmania
- Australomimetus mendicus (O. P.-Cambridge, 1879) — Nuova Zelanda
- Australomimetus miniatus Heimer, 1986 — Queensland (Australia)
- Australomimetus nasoi Harms & Harvey, 2009 — Australia occidentale
- Australomimetus pseudomaculosus Heimer, 1986 — Queensland (Australia), Nuovo Galles del Sud
- Australomimetus raveni Heimer, 1986 — Queensland (Australia)
- Australomimetus robustus Heimer, 1986 — Queensland (Australia)
- Australomimetus sennio (Urquhart, 1891) — Nuova Zelanda
- Australomimetus spinosus Heimer, 1986 — Queensland (Australia)
- Australomimetus stephanieae Harms & Harvey, 2009 — Australia occidentale
- Australomimetus subspinosus Heimer, 1986 — Nuovo Galles del Sud
- Australomimetus sydneyensis Heimer, 1986 — Nuovo Galles del Sud
- Australomimetus tasmaniensis (Hickman, 1928) — Australia
- Australomimetus triangulosus Heimer, 1986 — Queensland (Australia)

## Ermetus
Ermetus Ponomarev, 2008
- Ermetus inopinabilis Ponomarev, 2008 — Russia

## Ero
Ero C. L. Koch, 1836
- Ero aphana (Walckenaer, 1802) — Regione paleartica (introdotto nell'Isola di Sant'Elena, nel Queensland e in Australia occidentale)
- Ero cachinnans Brignoli, 1978 — Bhutan
- Ero cambridgei Kulczynski, 1911 — Regione paleartica
- Ero canala Wang, 1990 — Cina
- Ero canionis Chamberlin & Ivie, 1935 — USA
- Ero capensis Simon, 1895 — Sudafrica
- Ero catharinae Keyserling, 1886 — Brasile
- Ero comorensis Emerit, 1996 — Isole Comore, Isole Seychelles
- Ero eburnea Thaler, 2004 — Costa d'Avorio
- Ero felix Thaler & van Harten, 2004 — Yemen
- Ero flammeola Simon, 1881 — dal Portogallo a Corfù, Isole Canarie
- Ero furcata (Villers, 1789) — Regione paleartica
- Ero furuncula Simon, 1909 — Vietnam
- Ero galea Wang, 1990 — Cina
- Ero gemelosi Baert & Maelfait, 1984 — Isole Galapagos
- Ero goeldii Keyserling, 1891 — Brasile
- Ero gracilis Keyserling, 1891 — Brasile
- Ero humilithorax Keyserling, 1886 — Brasile
- Ero japonica Bösenberg & Strand, 1906 — Russia, Cina, Corea, Giappone
- Ero juhuaensis Xu, Wang & Wang, 1987 — Cina
- Ero kompirensis Strand, 1918 — Giappone
- Ero koreana Paik, 1967 — Russia, Cina, Corea, Giappone
- Ero lata Keyserling, 1891 — Brasile
- Ero lawrencei Unzicker, 1966 — Sudafrica
- Ero leonina (Hentz, 1850) — USA
- Ero lodingi Archer, 1941 — USA
- Ero lokobeana Emerit, 1996 — Madagascar
- Ero madagascariensis Emerit, 1996 — Madagascar
- Ero melanostoma Mello-Leitão, 1929 — Brasile
- Ero pensacolae Ivie & Barrows, 1935 — USA
- Ero quadrituberculata Kulczynski, 1905 — Madeira
- Ero salittana Barrion & Litsinger, 1995 — Filippine
- Ero spinifrons Mello-Leitão, 1929 — Brasile
- Ero spinipes (Nicolet, 1849) — Cile, Argentina
- Ero tuberculata (De Geer, 1778) — Palearctic
- Ero valida Keyserling, 1891 — Brasile

## Gelanor
Gelanor Thorell, 1869
- Gelanor altithorax Keyserling, 1893 — Brasile
- Gelanor consequus O. P.-Cambridge, 1902 — Panama
- Gelanor depressus Chickering, 1956 — Panama
- Gelanor distinctus O. P.-Cambridge, 1899 — Panama
- Gelanor gertschi Chickering, 1947 — Panama
- Gelanor heraldicus Petrunkevitch, 1925 — Panama
- Gelanor innominatus Chamberlin, 1916 — Perù
- Gelanor insularis Mello-Leitão, 1929 — Brasile
- Gelanor lanei Soares, 1941 — Brasile
- Gelanor latus (Keyserling, 1881) — Cile, Perù, Brasile
- Gelanor mabelae Chickering, 1947 — Panama
- Gelanor mixtus O. P.-Cambridge, 1899 — Guatemala, Panama
- Gelanor muliebris Dyal, 1935 — Pakistan
- Gelanor obscurus Mello-Leitão, 1929 — Brasile, Paraguay
- Gelanor ornatus Schenkel, 1953 — Venezuela
- Gelanor proximus Mello-Leitão, 1929 — Brasile
- Gelanor zonatus (C. L. Koch, 1845) — Panama, Brasile, Guyana Francese, Paraguay

## Gnolus
Gnolus Simon, 1879
- Gnolus angulifrons Simon, 1896 — Cile, Argentina
- Gnolus blinkeni Platnick & Shadab, 1993 — Cile, Argentina
- Gnolus cordiformis (Nicolet, 1849) — Cile, Argentina
- Gnolus limbatus (Nicolet, 1849) — Cile
- Gnolus spiculator (Nicolet, 1849) — Cile, Argentina
- Gnolus zonulatus Tullgren, 1902 — Cile, Argentina

## Kratochvilia
Kratochvilia Strand, 1934
- Kratochvilia pulvinata (Simon, 1907) — Principe (Golfo di Guinea)

## Melaenosia
Melaenosia Simon, 1906
- Melaenosia pustulifera Simon, 1906 — India

## Mimetus
Mimetus Hentz, 1832
- Mimetus aktius Chamberlin & Ivie, 1935 — USA
- Mimetus arushae Caporiacco, 1947 — Tanzania
- Mimetus banksi Chickering, 1947 — Panama
- Mimetus bifurcatus Reimoser, 1939 — Costa Rica
- Mimetus bigibbosus O. P.-Cambridge, 1894 — Messico, Panama
- Mimetus bishopi Caporiacco, 1949 — Kenya
- Mimetus brasilianus Keyserling, 1886 — Brasile
- Mimetus caudatus Wang, 1990 — Cina
- Mimetus comorensis Schmidt & Krause, 1994 — Isole Comore
- Mimetus cornutus Lawrence, 1947 — Sudafrica
- Mimetus crudelis O. P.-Cambridge, 1899 — Guatemala
- Mimetus debilispinis Mello-Leitão, 1943 — Brasile
- Mimetus dimissus Petrunkevitch, 1930 — Porto Rico, Antigua
- Mimetus echinatus Wang, 1990 — Cina
- Mimetus epeiroides Emerton, 1882 — USA
- Mimetus fernandi Lessert, 1930 — Congo
- Mimetus haynesi Gertsch & Mulaik, 1940 — USA
- Mimetus hesperus Chamberlin, 1923 — USA
- Mimetus hieroglyphicus Mello-Leitão, 1929 — Brasile, Paraguay
- Mimetus hirsutus O. P.-Cambridge, 1899 — Messico
- Mimetus hispaniolae Bryant, 1948 — Hispaniola
- Mimetus indicus Simon, 1906 — India
- Mimetus insidiator Thorell, 1899 — Africa occidentale, São Tomé, Isole Canarie
- Mimetus keyserlingi Mello-Leitão, 1929 — Perù, Brasile
- Mimetus labiatus Wang, 1990 — Cina
- Mimetus laevigatus (Keyserling, 1863) — dal Mediterraneo all'Asia centrale
- Mimetus madacassus Emerit, 1996 — Madagascar
- Mimetus margaritifer Simon, 1901 — Malaysia
- Mimetus marjorieae Barrion & Litsinger, 1995 — Filippine
- Mimetus melanoleucus Mello-Leitão, 1929 — Brasile
- Mimetus monticola (Blackwall, 1870) — Sicilia, Siria, Egitto
- Mimetus natalensis Lawrence, 1938 — Sudafrica
- Mimetus nelsoni Archer, 1950 — USA
- Mimetus notius Chamberlin, 1923 — USA
- Mimetus penicillatus Mello-Leitão, 1929 — Brasile
- Mimetus portoricensis Petrunkevitch, 1930 — Porto Rico
- Mimetus puritanus Chamberlin, 1923 — USA
- Mimetus rapax O. P.-Cambridge, 1899 — Costa Rica, Panama
- Mimetus ridens Brignoli, 1975 — Filippine
- Mimetus rusticus Chickering, 1947 — Panama
- Mimetus ryukyus Yoshida, 1993 — Taiwan, Isole Ryukyu
- Mimetus saetosus Chickering, 1956 — Panama
- Mimetus sinicus Song & Zhu, 1993 — Cina
- Mimetus strinatii Brignoli, 1972 — Sri Lanka
- Mimetus syllepsicus Hentz, 1832 — USA, Messico
  - Mimetus syllepsicus molestus Chickering, 1937 — Messico
- Mimetus testaceus Yaginuma, 1960 — Cina, Corea, Giappone
- Mimetus tillandsiae Archer, 1941 — USA
- Mimetus triangularis (Keyserling, 1879) — Perù, Brasile
- Mimetus trituberculatus O. P.-Cambridge, 1899 — Panama
- Mimetus tuberculatus Liang & Wang, 1991 — Cina
- Mimetus variegatus Chickering, 1956 — Panama
- Mimetus verecundus Chickering, 1947 — Panama
- Mimetus vespillo Brignoli, 1980 — Celebes (Indonesia)

## Oarces
Oarces Simon, 1879
- Oarces ornatus Mello-Leitão, 1935 — Brasile
- Oarces reticulatus (Nicolet, 1849) — Cile, Argentina

## Phobetinus
Phobetinus Simon, 1895
- Phobetinus investis Simon, 1909 — Vietnam
- Phobetinus sagittifer Simon, 1895 — Sri Lanka

## Reo
Reo Brignoli, 1979
- Reo eutypus (Chamberlin & Ivie, 1935) — USA
- Reo latro Brignoli, 1979 — Kenya